# Klebsormidiales
Ordre
Les Klebsormidiales sont un ordre d’algues vertes de la classe des Klebsormidiophyceae.

## Systématique
L'ordre des Klebsormidiales a été créé en 1975 par les phycologues Kenneth D. Stewart (d) et Karl R. Mattox (d),.

## Liste des familles
Selon BioLib (25 décembre 2021) et ITIS (25 décembre 2021) :
- famille des Elakatotrichaceae Hindák
- famille des Klebsormidiaceae K.D.Stewart & K.R.Mattox

Selon NCBI (25 décembre 2021) :
- famille des Elakatotrichaceae Hindák, 1965
- famille des Klebsormidiaceae K.D.Stewart & K.R.Mattox, 1975
- Klebsormidiales incertae sedis

Selon World Register of Marine Species (25 décembre 2021) :
- famille des Elakatotrichaceae
- famille des Klebsormidiaceae K.D. Stewart & K.R. Mattox, 1975
- famille des Stichococcaceae

## Publication originale
- (en) Kenneth D. Stewart et Karl R. Mattox, « Comparative cytology, evolution and classification of the green algae with some consideration of the origin of other organisms with chlorophylls A and B », The Botanical Review, Springer Science+Business Media, vol. 41, no 1,‎ janvier 1975, p. 104-135 (ISSN 0006-8101 et 1874-9372, DOI 10.1007/BF02860837).